# Rodenberg (Greifenstein)
Rodenberg ist der kleinste Ortsteil der Gemeinde Greifenstein im mittelhessischen Lahn-Dill-Kreis am Rand des hessischen Westerwaldes.
Das ursprüngliche Haufendorf liegt am Südhang des Wittgenbergs (477 m ü. NN) und gehört naturräumlich zum Hohen Westerwald.

## Geschichte

### Ortsgeschichte
Soweit bekannt erstmals schriftlich erwähnt wurde Rodenberg am 4. Juni 1315 in einer Urkunde des Grafen Heinrich von Nassau. Archäologische Funde im Bereich der heutigen Wüstung Fudenhausen lassen aber schon eine Besiedlung um 800 n. Chr. vermuten. Im Jahr 1743 wurde das erste Schulhaus erbaut. Im Jahre 1951 wurde die Tongrube Eva aufgeschlossen. Das Dorfgemeinschaftshaus wurde am 4. September 1965 eingeweiht.
Hessische Gebietsreform (1970–1977)
Im Zuge der Gebietsreform in Hessen kam die bis dahin selbständige Gemeinde zum 1. Juli 1972 auf freiwilliger Basis zur Gemeinde Beilstein, die am 1. Januar 1977 mit Greifenstein und weiteren bis dahin selbstständigen Gemeinden durch das Gesetz zur Neugliederung des Dillkreises, der Landkreise Gießen und Wetzlar und der Stadt Gießen zur neuen Gemeinde Greifenstein zusammengeschlossen wurden. Für Rodenberg wurde, wie für alle ehemals eigenständigen Gemeinden von Greifenstein, ein Ortsbezirk mit Ortsbeirat und Ortsvorsteher nach der Hessischen Gemeindeordnung gebildet. Sitz der Gemeindeverwaltung wurde der Ortsteil Beilstein.

### Verwaltungsgeschichte im Überblick
Die folgende Liste zeigt die Staaten und Verwaltungseinheiten, in denen Rodenberg lag:
- vor 1739: Heiliges Römisches Reich, Grafschaft/Fürstentum Nassau-Dillenburg, Amt Driedorf
- ab 1739: Heiliges Römisches Reich, Fürstentum Nassau-Diez, Amt Driedorf
- 1806–1813: Großherzogtum Berg, Département Sieg, Arrondissement Dillenburg, Kanton Driedorf
- 1813–1815: Fürstentum Nassau-Oranien, Amt Driedorf
- ab 1816: Herzogtum Nassau, Amt Herborn
- ab 1849: Herzogtum Nassau, Kreisamt Herborn
- ab 1854: Herzogtum Nassau, Amt Herborn
- ab 1867: Norddeutscher Bund, Königreich Preußen, Provinz Hessen-Nassau, Regierungsbezirk Wiesbaden, Dillkreis
- ab 1871: Deutsches Reich, Königreich Preußen, Provinz Hessen-Nassau, Regierungsbezirk Wiesbaden, Dillkreis
- ab 1918: Deutsches Reich, Freistaat Preußen, Provinz Hessen-Nassau, Regierungsbezirk Wiesbaden, Dillkreis
- ab 1932: Deutsches Reich, Freistaat Preußen, Provinz Hessen-Nassau, Regierungsbezirk Wiesbaden, Landkreis Dillenburg
- ab 1933: Deutsches Reich, Freistaat Preußen, Provinz Hessen-Nassau, Regierungsbezirk Wiesbaden, Dillkreis
- ab 1944: Deutsches Reich, Freistaat Preußen, Provinz Nassau, Dillkreis
- ab 1945: Deutsches Reich, Amerikanische Besatzungszone, Groß-Hessen, Regierungsbezirk Wiesbaden, Dillkreis
- ab 1946: Deutsches Reich, Amerikanische Besatzungszone, Hessen, Regierungsbezirk Wiesbaden, Dillkreis
- ab 1949: Bundesrepublik Deutschland, Hessen, Regierungsbezirk Wiesbaden, Dillkreis
- ab 1968: Bundesrepublik Deutschland, Hessen, Regierungsbezirk Darmstadt, Dillkreis
- ab 1972: Bundesrepublik Deutschland, Hessen, Regierungsbezirk Darmstadt, Dillkreis, Gemeinde Beilstein
- ab 1977: Bundesrepublik Deutschland, Hessen, Regierungsbezirk Darmstadt, Lahn-Dill-Kreis, Gemeinde Greifenstein
- ab 1981: Bundesrepublik Deutschland, Hessen, Regierungsbezirk Gießen, Lahn-Dill-Kreis, Gemeinde Greifenstein

### Bevölkerung
Einwohnerstruktur 2011
Nach den Erhebungen des Zensus 2011 lebten am Stichtag dem 9. Mai 2011 in Rodenberg 222 Einwohner. Darunter waren 9 (4,0 %) Ausländer.
Nach dem Lebensalter waren 48 Einwohner unter 18 Jahren, 99 waren zwischen 18 und 49, 39 zwischen 50 und 64 und 36 Einwohner waren älter.
Die Einwohner lebten in 90 Haushalten. Davon waren 24 Singlehaushalte, 24 Paare ohne Kinder und 33 Paare mit Kindern, sowie 6 Alleinerziehende und 3 Wohngemeinschaften. In 18 Haushalten lebten ausschließlich Senioren und in 63 Haushaltungen leben keine Senioren.
Einwohnerentwicklung
| Rodenberg: Einwohnerzahlen von 1834 bis 2020 | Rodenberg: Einwohnerzahlen von 1834 bis 2020 | Rodenberg: Einwohnerzahlen von 1834 bis 2020 | Rodenberg: Einwohnerzahlen von 1834 bis 2020 | Rodenberg: Einwohnerzahlen von 1834 bis 2020 |
| --- | -------------------------------------------- | -------------------------------------------- | -------------------------------------------- | -------------------------------------------- |
| Jahr |                                              |                                              |                                              | Einwohner                                    |
| 1834 | 1834                                         |                                              | 150                                          | 150                                          |
| 1840 | 1840                                         |                                              | 160                                          | 160                                          |
| 1846 | 1846                                         |                                              | 167                                          | 167                                          |
| 1852 | 1852                                         |                                              | 157                                          | 157                                          |
| 1858 | 1858                                         |                                              | 165                                          | 165                                          |
| 1864 | 1864                                         |                                              | 170                                          | 170                                          |
| 1871 | 1871                                         |                                              | 153                                          | 153                                          |
| 1875 | 1875                                         |                                              | 164                                          | 164                                          |
| 1885 | 1885                                         |                                              | 170                                          | 170                                          |
| 1895 | 1895                                         |                                              | 185                                          | 185                                          |
| 1905 | 1905                                         |                                              | 156                                          | 156                                          |
| 1910 | 1910                                         |                                              | 138                                          | 138                                          |
| 1925 | 1925                                         |                                              | 165                                          | 165                                          |
| 1939 | 1939                                         |                                              | 180                                          | 180                                          |
| 1946 | 1946                                         |                                              | 211                                          | 211                                          |
| 1950 | 1950                                         |                                              | 198                                          | 198                                          |
| 1956 | 1956                                         |                                              | 195                                          | 195                                          |
| 1961 | 1961                                         |                                              | 195                                          | 195                                          |
| 1967 | 1967                                         |                                              | 214                                          | 214                                          |
| 1970 | 1970                                         |                                              | 211                                          | 211                                          |
| 1980 | 1980                                         |                                              | ?                                            | ?                                            |
| 1990 | 1990                                         |                                              | ?                                            | ?                                            |
| 2000 | 2000                                         |                                              | ?                                            | ?                                            |
| 2011 | 2011                                         |                                              | 222                                          | 222                                          |
| 2015 | 2015                                         |                                              | 221                                          | 221                                          |
| 2020 | 2020                                         |                                              | 206                                          | 206                                          |
| Datenquelle: Historisches Gemeindeverzeichnis für Hessen: Die Bevölkerung der Gemeinden 1834 bis 1967. Wiesbaden: Hessisches Statistisches Landesamt, 1968. Weitere Quellen: LAGIS; Gemeinde Greifenstein; Zensus 2011 |                                              |                                              |                                              |                                              |

Religionszugehörigkeit
| Quelle: Historisches Ortslexikon |                                                                       |
| 1885:                            | 170 evangelische (= 100 %) Einwohner                                  |
| 1961:                            | 172 evangelische (= 88,21 %) und 23 (= 11,79 %) katholische Einwohner |

## Ortsbeirat
Für den Ortsteil Rodenberg gibt es einen fünfköpfigen Ortsbeirat mit Ortsvorsteher. Nach den Kommunalwahlen in Hessen 2021 ist der Ortsvorsteher Klaus Knetsch (BLR).

## Persönlichkeiten
- Karl Heuser (1867–1942), Konteradmiral der Kaiserlichen Marine